# When You Believe
When You Believe (lit. ‘cuando crees’), en la versión traducida al español titulada como «Si Tienes Fe», es una canción escrita y compuesta por Stephen Schwartz para la película animada El príncipe de Egipto (DreamWorks, 1998) e interpretada por Whitney Houston y Mariah Carey. El productor Babyface hizo una versión para la banda sonora de la película. Además, la canción fue incluida en el cuarto álbum de estudio de Houston, My Love Is Your Love y el primer álbum recopilatorio de Carey, #1's.  La canción fue descrita como una gran balada, con una letra significativa e inspiradora, que describe la capacidad que cada persona tiene de hacer milagros cuando llegan a Dios y le creen. La versión original de la canción que aparece en la parte narrativa de la película es cantada por Sally Deworsky y Michelle Pfeiffer; la versión de Carey y Houston aparece durante los créditos finales.
La canción recibió críticas generalmente mixtas de los críticos de música contemporánea. El tema experimentó un éxito moderado en los Estados Unidos, llegando al puesto quince del Billboard Hot 100, a pesar su buena promoción. La canción, sin embargo, logró buenos posicionamientos en Europa y otras regiones del mundo, estuvo entre los cinco primeros en Bélgica, Francia, Italia, Países Bajos, Noruega, España, Suecia, Suiza y el Reino Unido. Debido a las fuertes ventas individuales en Europa y Estados Unidos la canción ha recibido varios premios de certificación a través de muchos mercados musicales más importantes.
«When You Believe» fue galardonado con el Premio de la Academia a la Mejor Canción Original en los Premios Óscar 1998 el 21 de marzo de 1999.Antes de su interpretación de la canción de la noche, Schwartz dejó el nombre de Babyface por fuera de la hoja de nominación. En su opinión, debido a que las adiciones a la canción, de Babyface no se presentaron en la versión real de la película, él no merecía créditos de la escritura. Sin embargo, mientras Babyface no recibió el Oscar, Carey y Houston realizaron su versión de la canción, porque estaban más familiarizados con él que el que el de la película. Antes de su actuación en los premios de la Academia, la cantaron el 26 de noviembre de 1998 en The Oprah Winfrey Show, para promocionar la canción, así como dos de sus álbumes.
La canción contó con dos videos musicales. El primer vídeo fue hecho en Brooklyn Academy of Music en el centro de artes escénicas. El vídeo muestra a los dos cantantes, y comienza con Houston en un gran auditorio, dando la ilusión de un concierto. Hacia el final del vídeo, apartes de la película se proyectan en una pantalla grande en el concierto, mientras sucede el verso final. El vídeo alternativo ofrece una sinopsis similar, con ambas cantantes actuando en un gran escenario de una antigua pirámide egipcia. La principal diferencia, sin embargo, es el hecho de que no hay fragmentos de películas y no hay público presente.

## Antecedentes
Cuando Carey compiló su primer recopilatorio el tema fue incluido en la lista de canciones. Según Carey, la canción fue incluida porque ella sentía que era «un milagro» que Houston le colaboré en una canción. Durante el desarrollo de Glitter (una película en la que Carey estaba trabajando en ese momento), que había sido presentado al coproietario de DreamWorks, Jeffrey Katzenberg, quien le preguntó si quería grabar la canción para la banda sonora de la película de animación El príncipe de Egipto. Houston, por otra parte, fue introducida en el proyecto, por Kenneth "Babyface" Edmonds, con quien había estado colaborando en su álbum en el momento, My Love Is Your Love. Después se les mostró la película por separado, ambas se entusiasmaron acerca de su participación en el proyecto.
La canción fue coescrita por Stephen Schwartz y Babyface, que también produjo la canción. Carey había colaborado previamente con Babyface en sus álbumes, Music Box (1993) y Daydream (1995), y Houston había colaborado anteriormente con él en su álbum I'm Your Baby Tonight (1990), así como su canción «Queen of the Night» de The Boyguard: Music From a Motion Picture (1992), en  Waiting To Exhale: Music From a Motion Picture (1995) y dos pistas de  The Preacher's Wife: Original Soundtrack Album (1996), «You Were Loved» y «My Heart Is Calling». Babyface expresó lo que pasó por más de una versión de la canción y describe su producción como una hermosa balada de la película, algo diferente de lo que él, Carey o Houston jamás pensaron. En una entrevista con Vibe, Carey dijo que ella «le gustaba [la canción] como estaba». Ella la había caracterizado como una «balada muy grande pero de una manera inspiradora» y negó las especulaciones de supuestas rivalidades entre ella y Houston antes de su grabación: «Nunca realmente he hablado con ella hasta ahora. Nunca tuvimos ningún problema entre nosotras. Los medios de comunicación y todo el mundo hizo un problema».
| «Me ha encantado trabajar con ella mucho. Mariah y yo nos llevamos muy bien. Nunca habíamos hablado y nunca hemos cantado juntas antes. Acabamos de tener una oportunidad para la camaradería, de cantante a cantante, de artista a artista, ese tipo de cosas. Nos reímos y hablamos y nos reímos y hablamos y cantamos en el medio que... Es bueno saber que dos damas del alma pueden seguir siendo amigas. Hablamos de hacer otras cosas juntas, lo cual es genial, porque ella tiene una buena mente viva, esa chica. Ella es una mujer inteligente. Me gusta mucho Mariah» —-Houston, hablando de trabajar con Carey en una entrevista a Ebony |

Mientras que la pareja volvió a expresar sus sentimientos positivos hacia los otras, los tabloides comenzaron a escribir todo lo contrario. Hubo afirmaciones de que las dos sentían animadversión contra la otra, y que tenían que grabar la canción por separado debido a la tensión constante. Mientras la especulación de los medios creció como la fecha de estreno de la película se acercaba, ambas cantantes sostuvieron que se habían convertido en amigas cercanos, y solo tenían las cosas más positivas que decir acerca de la otra.
Originalmente, Schwartz compuso la versión cinematográfica, que fue cantada en la película por los personajes de Tzipora (Michelle Pfeiffer) y Miriam (Sally Dworsky). Se presentó alguna instrumentación diferente de la original, y se utiliza un coro de niños, así como algunas líneas en hebreo. Sin embargo, con el fin de dar a la canción un estilo pop atractivo más amplio, Edmonds cambió algunos de los instrumentales de la canción y se sustituye el coro de niños con un solo evangelio.
Su versión fue considerada más «comercial» y haría que la canción sirviese de ayuda para vender la película. La versión original de Schwartz fue titulado «When You Believe», mientras que la versión mejorada de Edmonds fue titulada «The Prince of Egypt (When You Believe)».

## Composición
«When You Believe» es una balada lenta, que incorpora pop y R&B contemporáneo. Las partes de Carey y de Houston en la canción están escritas en diferentes claves, tanto musical como vocalmente. Durante el último puente y estribillo, la incorporación de coristas inspirados en el evangelio se unen a la canción dándole un «sonido en capas», mientras que la voz de Carey y Houston apagan bandas del puente. Después de que «When You Believe» fue escrito, Babyface añadió instrumentación adicional, así como un puente final. La canción se encuentra en compás común. Los versos de Houston están escritos en la clave de si menor y cuenta con una progresión armónica de A♭- G♭1. Su rango de voz en canción va de la nota de F♯3 a F♯5. Los versos de Carey se establecen en el tono más alto de mi menor. Su rango vocal en la canción se extiende desde la nota baja de T3 a la nota alta G6. Steve Jones de  USA Today sentía que la canción iba a ser capaz de atraer a muchos tipos de oyentes y «cruzar todos los géneros».

### Contenido lírico

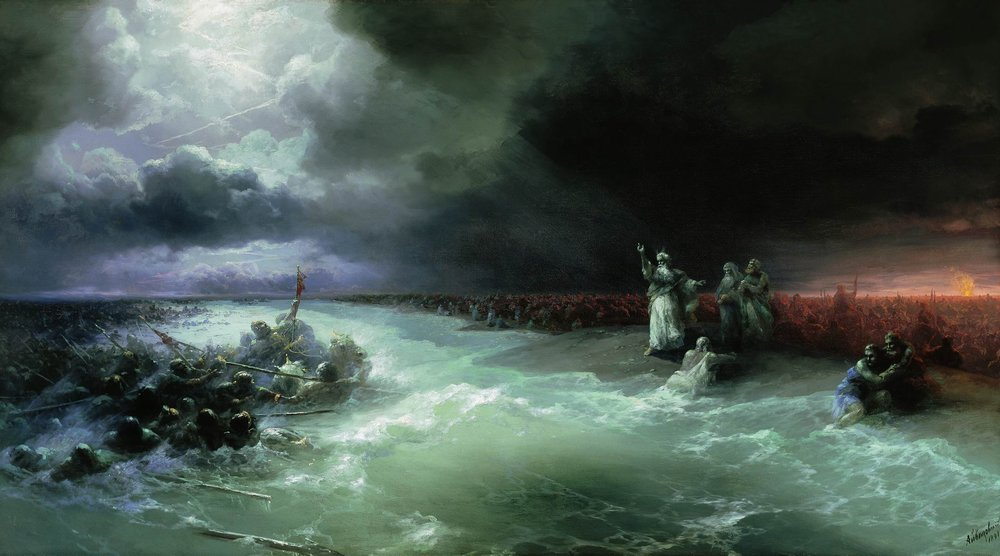
El tema entre otras cosas se basa en El Éxodo de Israel, al igual que el paso por el Mar Rojo.

El príncipe de Egipto es una adaptación de la historia bíblica de Éxodo. «When You Believe» se canta en la película con los personajes de Tzipora y Miriam, y un coro de personas que salen de la esclavitud de Egipto hasta el Mar Rojo y la Tierra Prometida. Los protagonistas de esta balada recuerdan los tiempos difíciles que han causado que se cuestionen su propia fe: ellos han orado por muchas noches a Dios, pero esas oraciones han parecido quedar sin respuesta, y ahora se preguntan si su fe ha sido más que una pérdida de tiempo. Sin embargo, los protagonistas se dan cuenta de que, aunque los tiempos pueden ser difíciles, su fe debe seguir siendo la misma. En el proyecto original de la canción utiliza la lírica que «puede hacer milagros cuando se cree», pero esto parecía implicar que el creyente, no Dios, fue el responsable de la realización de milagros; la lírica fue cambiada posteriormente a «no puede haber milagros cuando no crees».
Houston había cantado en un coro de la iglesia mientras crecía, y Carey siempre se había conectado a su fe a través de la música, sobre todo durante las épocas difíciles. Esta canción se convirtió en una de las muchas razones por las que ambas cantantes estaban tan interesadas en el proyecto. Cada uno de ellas consideraron que la difusión de la fe en Dios era un aspecto importante y honorable de su carrera. Al describir la letra y el mensaje de la canción, Houston, dijo lo siguiente en una entrevista con Ebony:

Una balada poderosa; el [compositor] Stephen Schwartz es un genio. Usted tiene que ser un hijo de Dios para entender la profundidad de esta canción. Mariah y yo lo hicimos lo que nos pareció. Ambas nos sentimos muy conectadas a la canción, debido a nuestra formación. ¿Qué puedo decir? (Es) Sólo una hermosa canción. Qué una letra! No puedo hablar de ello, sólo escucharla.

## Recepción

### Crítica
«When You Believe» recibió una crítica agridulce de David Browne, de Entertainment Weekly.  Él le dio una C-, y escribió «[la canción tiene] tanto sirope, que los arces estarán celosos.» Al aspecto religioso del tema le llamó «insípido» y sintió su mensaje inspirador forzado y genérico. Mientras que Stephen Thomas Erlewine de Allmusic estaba revisando la banda sonora, llamó a este dúo «inesperado̶ e inesperadamente aburrido», Paul Verna de Billboard llamo esta canción «un dúo de alta potencia en su lugar.»

### Comercial
La canción se destacó moderadamente en los Estados Unidos, a pesar de una actuación en The Oprah Winfrey Show y los Premios Óscar. Alcanzó el puesto número quince en el Hot 100 y el número tres en Adult Contemporary. El 24 de marzo de 1999, después de fluctuar en las listas de Estados Unidos, la canción fue certificada oro por la Recording Industry Association of America (RIAA), que denota los envíos de más de 500 000 unidades.  En Canadá, la canción debutó en el RPM Singles Chart en el número sesenta y seis el 7 de diciembre de 1998, y alcanzó el puesto número veinte en el 25 de enero de 1999. Estuvo presente en el conteo un total de diez semanas.
La canción se ubicó moderadamente en Australia, donde entró en el número veinticinco en ARIA Singles Chart. Durante la semana del 6 de diciembre de 1998. Permaneció en la tabla por catorce semanas; fue certificado oro por la Australian Recording Industry Association (ARIA), que denotan los envíos de más de 35 000 unidades. En Nueva Zelanda, alcanzó su punto máximo en el número ocho en la lista de sencillos, y pasó nueve semanas en la lista de sencillos. «When You Believe» experimentó su mejor posición en Bélgica, donde alcanzó el número cinco en Ultratop 50 de Flandes, y alcanzó el puesto número cuatro y pasó veinte semanas en la Ultratop 50 de Valonia. Durante la semana del 5 de diciembre de 1998 la canción entró en el Top 40 holandés en el número cincuenta y cuatro. La canción pasó veintiún semanas en la lista de sencillos y su mayor posición fue el número cuatro. Debido a las fuertes ventas individuales, la canción entró en la lista de sencillos de Finlandia en el número diez, sin embargo, solo pasó una semana en dicho conteo. En Francia, la canción entró en la lista de French Singles Chart en el número catorce el 5 de diciembre de 1998 y, finalmente, alcanzó el puesto número cinco. Después de pasar veinte semanas en la lista de sencillos, fue certificado plata por el Syndicat National de l'Édition Phonographique (SNEP). En Alemania, alcanzó el puesto número ocho en la lista Media Control Charts y fue certificado Oro por la Bundesverband Musikindustrie, que denota los envíos de más de 250 000 unidades. La canción alcanzó el número siete en Irlanda, donde pasó once semanas en el Irish Singles Chart.
En Noruega, el tema entró en el número tres en la VG-Lista y alcanzó el puesto número dos, al pasar tres semanas consecutivas en la posición. Fue certificado platino por la Federación Internacional de la Industria Fonográfica (IFPI) y pasó quince semanas en la lista. La canción alcanzó el número dos en Suecia y Suiza, durando veinte y veinticuatro semanas en las listas de sencillos, respectivamente. La IFPI certificó platino la canción en Suecia y oro en Suiza. «When You Believe» tuvo muy buena recepción comercial en Reino Unido. Alcanzó el puesto número cuatro en UK Singles Chart durante la semana del 19 de diciembre de 1998 y pasó catorce semanas en la lista. A partir del 2008, las ventas de la canción en el Reino Unido se estiman en más de 265 000 unidades.

## Vídeo musical

### Vídeo principal
El único vídeo musical fue filmado en la Academia de Música de Brooklyn durante el otoño de 1998. El vídeo comienza con Houston entrando en un pequeño escenario mientras ella comienza a cantar el primer verso de la canción. Mientras termina su parte, Carey aparece en la escena, así, la realización del segundo puente y estribillo. El vídeo se encuentra en un estudio oscuro acentuado por ajustes egipcios, telones de fondo, y escenas inspiradas en la película. Una audiencia está en la mano para emular un entorno de un concierto, animando a las dos cantantes. De vez en cuando, aparecen los momentos finales de la película, durante la división del Mar Rojo. El vídeo termina con la sala iluminada, y las dos cantantes se unen por un gran coro. Al completar la canción, Carey y Houston reciben una ovación de la multitud, y salen del estudio juntas, caminando una al lado de la otra, ya que desaparecen en la distancia. Para el vídeo, Carey y Houston se pusieron vestidos negros escotados, mientras que Carey lucía un corte de pelo largo, y Houston un corte pixie.

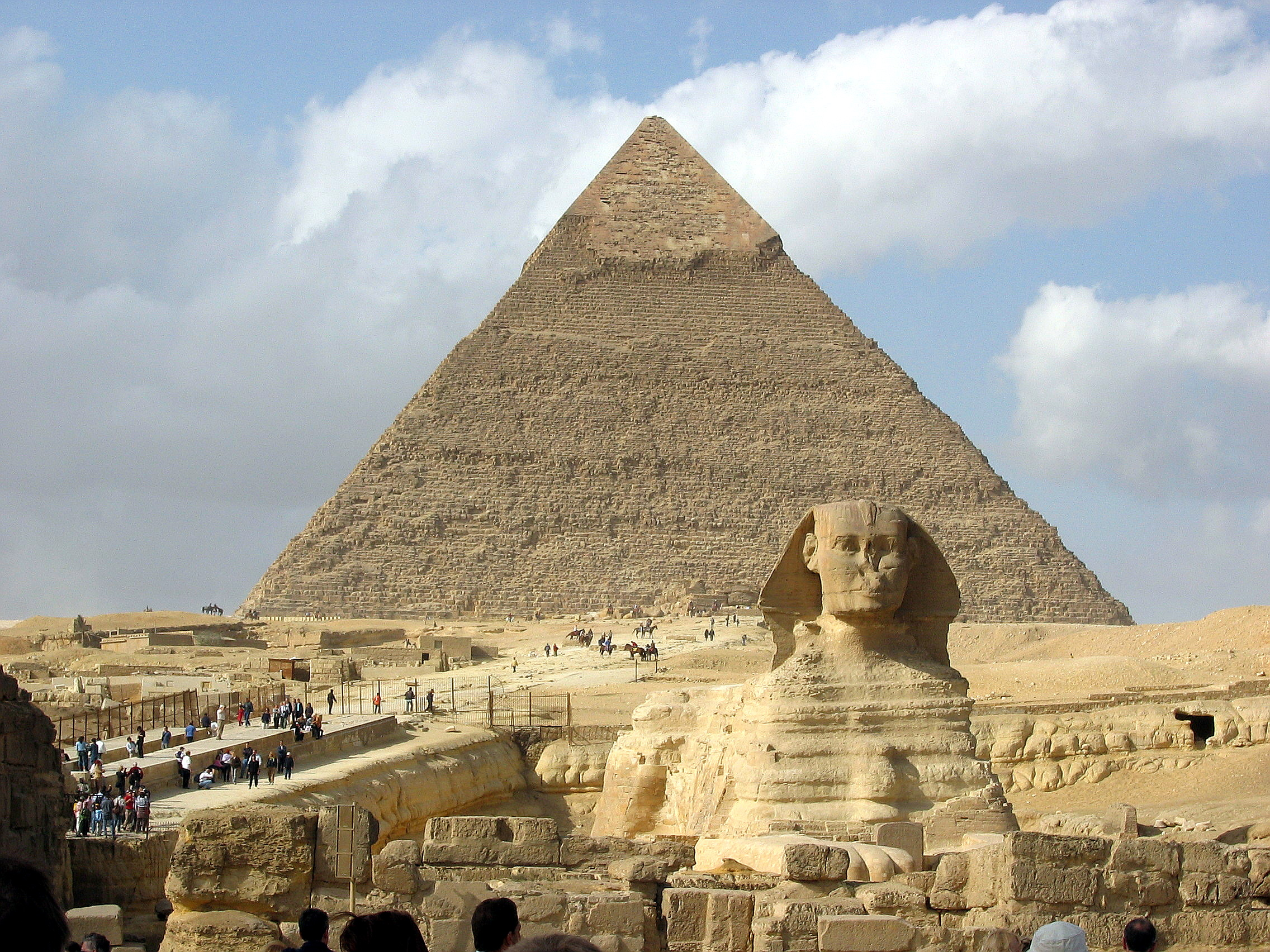
En los vídeos musicales, se aprecian ajustes de la cultura egipcia, como las pirámides. En la imagen, la Pirámide de Guiza.

### Vídeo alternativo
Un vídeo alternativo de la canción cuenta con una sinopsis similar, donde Houston comienza la canción en un gran altar de piedra en medio de un auditorio. Mientras termina su verso, Carey se ve caminando por la rampa en el fondo, uniéndose a Houston por su verso. Continúan la canción juntas, de pie al lado del otro y de la mano. Después de terminar la canción, tanto en la salida del auditorio las cantantes juntas como en el primer vídeo, la simulación de dos amigas que disfrutan de tiempo con los demás. Ambos videos son muy similares, solo la versión alternativa que no viene con un auditorio, coro o imágenes, solo el dúo cantando juntos la cima de la piedra alter. En esta versión del vídeo, Houston lleva un vestido palabra de honor largo y castaño, y cuenta con un corte de pelo hasta los hombros. Carey en el otro lado, dispone de rizos en cascada largos y un vestido Dons, de color verde oliva.

## Interpretaciones en directo y versiones de otros artistas
El dúo interpretó la canción en vivo en The Oprah Winfrey Show el 26 de noviembre de 1998. Aparte de la actuación conjunta, Carey y Houston cantaron sus propios sencillos en el momento, «I Still Believe» y «I Learned From the Best» respectivamente. Además, cantaron la canción en vivo en los la 71° entrega de los Premios de la Academia el 21 de marzo de 1999. Antes de la actuación, debían ensayar juntas un par de días antes de la comparecencia prevista. Houston, sin embargo, se reportó enferma y tuvo que perderse el ensayo. Según se informa, su excusa no fue bien recibida por los ejecutivos de la academia llamándola literalmente «Una historia de mierda». Conti, arreglista musical de la academia, encontró a una joven cantante en reemplazo de Houston, llamada Janis Uhley. Antes de la actuación, Carey caminó por el escenario en un top blanco y pantalones vaqueros, mientras que la coreógrafa Debbie Allen lideró a los cantantes de fondo. Al comenzar la actuación, Carey se olvidó la letra y se detuvo, como Uhley comenzó a cantar en una «teatralidad y gusto». Su actuación jactanciosa no fue tomada así por los directores, que la llamaron «inapropiada e inquietante». Después de que ella se retiró de los escenarios, una nueva fecha fue elegida para el ensayo, que tendría en cuenta tanto a Carey como a Houston. La noche siguiente, después de que comenzaron el ensayo, ambas cantantes tenían problemas para realizar la versión cinematográfica de la canción. Después de horas de práctica y la confusión, llegaron a un compromiso; cantaban un mash-up de la película y las versiones individuales, que contó con un puente adicional y la instrumentación de Edmonds. Para la entrega de premios, Carey y Houston llevaban a juego vestidos blancos, simbolizando «la humildad y la sencillez» a las 5:55 p. m., Houston entró al escenario realizando sus versos, seguido por Carey. Como el final de la canción se acercaba, un coro de gospel completo se unió a la actuación, todos con grandes túnicas blancas, Schwartz se negó de darle créditosa Edmonds en los formularios de candidatura presentados por escrito a la academia. Sin embargo, después de haber sido reservado para actuar en la entrega de premios, Carey y Houston recibieron instrucciones de realizar la versión cinematográfica de la canción, porque era la versión nominada. Para su consternación, ambas cantantes no estaban familiarizadas con la disposición o la clave original, porque habían estado llevando a cabo la versión de radio durante todo el invierno. Conti compuso una nueva versión, que entremezcla ambas versiones. Su idea era ayudar a la pareja a aprender el nuevo arreglo de la canción, y aun así satisfacer la academia.
David Archuleta uno de los siete finalistas de la séptima temporada de American Idol interpretó la canción. En ese episodio la cantante fue la mentora, además de que los competidores iban a cantar su repertorio. La cantante Melanie Amaro, ganadora de la primera temporada de The X Factor interpretó el tema en la ronda de eliminación donde avanzó. Candice Glover ganadora de la decimosegunda temporada de American Idol cantó la canción bajo la temática «Divas/Año en que nacieron», cabe resaltar que Carey, era una de las jueces en esa temporada del reality.

## Lista de canciones y formatos
| - CD Único en Europa 1. «When You Believe» (Versión del álbum) — 4:35 2. «When You Believe» (Versión para TV) — 4:35 - Estados Unidos — Sencillo en CD 1. «When You Believe» (Versión del álbum) — 4:38 2. «When You Believe» (Instrumental) — 4:30 - Europa — Maxi sencillo 1. «When You Believe» (Versión del álbum) — 4:35 2. «I Am Free» — 3:08 3. «You Were Loved» — 4:09 | - Japón — Maxi sencillo 1. «When You Believe» (Versión del álbum) — 4:35 2. «When You Believe» (Versión para TV) — 4:32 3. «I Am Free» — 3:08 4. «You Were Loved» — 4:11 - Reino Unido — Maxi sencillo 1. «When You Believe» (Versión del álbum) — 4:35 2. «Sweetheart» (The M!'s Pounding Vocal) — 9:43 3. «You Were Loved» — 4:09 |

## Posicionamientos en listas

### Semanales
| Lista (1998–99)                      | Posición más alta |
| ------------------------------------ | ----------------- |
| Alemania (Media Control Charts)      | 8                 |
| Australia (ARIA)                     | 13                |
| Austria (Ö3 Austria Top 40)          | 6                 |
| Bélgica (Ultratop 50 Flanders)       | 5                 |
| Bélgica (Ultratop 50 Valonia)        | 4                 |
| Canadá (RPM)                         | 20                |
| España (AFYVE)                       | 2                 |
| Estados Unidos Billboard Hot 100     | 15                |
| Estados Unidos Pop Songs             | 35                |
| Estados Unidos Hot R&B/Hip-Hop Songs | 33                |
| Estados Unidos Adult Pop Songs       | 37                |
| Estados Unidos Adult Contemporary    | 3                 |
| Europa (European Hot 100)            | 2                 |
| Finlandia (Suomen virallinen lista)  | 10                |
| Francia (SNEP)                       | 5                 |
| Irlanda (IRMA)                       | 7                 |
| Italia (Musica e Dischi)             | 3                 |
| Japón (Oricon)                       | 40                |
| Nueva Zelanda (RIANZ)                | 8                 |
| Noruega (VG-lista)                   | 2                 |
| Países Bajos (Dutch Top 40)          | 4                 |
| Reino Unido (UK Singles Chart)       | 4                 |
| Suecia (Sverigetopplistan)           | 2                 |
| Suiza (Schweizer Hitparade)          | 2                 |
| Lista (2012)                         | Posición más alta |
| Francia (SNEP)                       | 90                |
| Corea del Sur (Gaon)                 | 68                |

| País (organismo certificador) | Certificaciones | Ventas certificadas | Ref.          |
| ----------------------------- | --------------- | ------------------- | ------------- |
| Alemania (BVMI)               | Oro             | 250 000             | [ 53 ]        |
| Australia (ARIA)              | Oro             | 35 000              | [ 54 ]        |
| Bélgica (BEA)                 | Platino         | 50 000              | [ 55 ] [ 56 ] |
| Estados Unidos (RIAA)         | Oro             | 500 000             | [ 57 ]        |
| Francia (SNEP)                | Oro             | 250 000             | [ 58 ]        |
| Noruega (IFPI NOR)            | Platino         | 10 000              | [ 59 ]        |
| Reino Unido (OCC)             | Plata           | 200 000             | [ 60 ]        |
| Suecia (GLF)                  | Platino         | 30 000              | [ 61 ]        |
| Suiza (IFPI SUI)              | Platino         | 50 000              | [ 62 ]        |

| Lista (1998)                            | Posición |
| --------------------------------------- | -------- |
| Australia (Australian Singles Chart)    | 79       |
| Bélgica (Ultratop 50 Flandes)           | 70       |
| Bélgica (Ultratop 50 Valonia)           | 57       |
| Francia (SNEP)                          | 86       |
| Suecia (Sverigetopplistan)              | 42       |
| Lista (1999)                            | Posición |
| Alemania (Media Control Charts)         | 47       |
| Austria (Ö3 Austria Top 40)             | 33       |
| Bélgica Belgian Singles Chart (Valonia) | 58       |
| Dinamarca (Tracklisten)                 | 34       |
| Estados Unidos Billboard Hot 100        | 99       |
| Francia (SNEP)                          | 64       |
| Italia (Musica e Dischi)                | 29       |
| Suecia (Sverigetopplistan)              | 32       |
| Suiza (Schweizer Hitparade)             | 6        |

## Premios y nominaciones
| Año  | Premio                       | Categoría              | Resultado | Ref.   |
| ---- | ---------------------------- | ---------------------- | --------- | ------ |
| 1998 | Premios Óscar de la Academia | Mejor canción original | Ganadora  | [ 77 ] |
| 1998 | Premios Globo de Oro         | Mejor canción original | Nominada  | [ 78 ] |

## Versión de Leon Jackson
«When You Believe» fue grabada por el ganador de The X Factor UK Leon Jackson en diciembre de 2007. El sencillo estaba disponible para descargar desde la medianoche después de que el resultado de la votación el 15 de diciembre de 2007 se diese a conocer, y un CD-rush era lanzado a mediados de esa misma semana, el 19 de diciembre de 2007. Siendo inusual ya que la mayoría de los nuevos sencillos son liberados en un lunes para ganar el máximo de ventas para los UK Singles Chart el domingo siguiente. Las excepciones incluyen los dos anteriores ganadores cuyos sencillos eran lanzados de esa manera, a fin de que para competir para ser el sencillo número uno de Navidad, un vídeo del sencillo fue hecho por cada uno de los finalistas; Jackson, Rhydian Roberts, Same Difference y Niki Evans. Sin embargo, solo el vídeo del ganador era puesto en libertad.
La canción terminó el 2007 como el cuarto sencillo más vendido en el Reino Unido y se mantuvo en el inicio del 2008. Sin embargo, esta versión de la canción solo logró mantenerse en el top 40 durante siete semanas, también pronto desapareció de los primeros 100, y se fue a finales de febrero.

### Lista de canciones
- Sencillo en CD — Reino Unido

1. «When You Believe» — 4:16
2. «Home» — 2:34
3. «Fly Me to the Moon» — 2:25

### Vídeo musical
El vídeo musical, al igual que los anteriores ganadores de The X Factor, es muy simple, está Jackson cantando la canción en frente de una gran proyección, con imágenes de diversos paisajes detrás de él. También cuenta con varios momentos en el programa, desde su primera audición hasta el momento en que se anunció el ganador e interpreta el tema final. Simon Cowell, Sharon Osbourne, Dannii Minogue, Louis Walsh, Dermot O'Leary y el subcampeón Rhydian Roberts aparecen en el vídeo.

### Recepción comercial
El 23 de diciembre de 2007, debutó en el número uno en la lista de sencillos del Reino Unido, con ventas de más de 275 000 copias. Se mantuvo en el número uno durante tres semanas, descendió hasta el número cinco en su cuarta semana y luego cayó otros diez lugares al número quince en su quinta semana. De acuerdo con la Official Charts Company, la canción ha vendido 506 000 copias en el Reino Unido en diciembre de 2012. En Irlanda, se mantuvo en el primer lugar de Irish Singles Chart por tres semanas.

### Posicionamiento en listas
| Lista (2007)                   | Posición más alta |
| ------------------------------ | ----------------- |
| Europa (European Hot 100)      | 4                 |
| Irlanda (Irish Singles Chart)  | 1                 |
| Reino Unido (UK Singles Chart) | 1                 |

| Lista (2008)                   | Posición |
| ------------------------------ | -------- |
| Irlanda (Irish Singles Chart)  | 12       |
| Reino Unido (UK Singles Chart) | 4        |

| Lista (2000–2009)              | Posición |
| ------------------------------ | -------- |
| Reino Unido (UK Singles Chart) | 92       |